# Dioctria kowarzi
Dioctria kowarzi är en tvåvingeart som beskrevs av Imre Frivaldszky 1877. Dioctria kowarzi ingår i släktet Dioctria och familjen rovflugor. Inga underarter finns listade i Catalogue of Life.